# Чемпионат Европы по современному пятиборью среди женщин 2010
XVIII Чемпионат Европы по современному пятиборью среди женщин прошел в городе Дебрецен (Венгрия).
Чемпионат Европы. Дебрецен Венгрия. Женщины. Личное первенство. 1. Казе (Франция) — 5400. 2. Шенеборн (Германия) — 5392. 3. Римшайте (Литва) — 5352. 4. ГРЕЧИШНИКОВА — 5336. 5. Гинезей (Венгрия) — 5260. 6. Фелл (Великобритания) — 5244… 17. КУЗНЕЦОВА — 5076… 22. СТРУЧКОВА — 5016… 24. ХУРАСЬКИНА — 4976.
Командное первенство. 1. Германия (Шенеборн, Траутманн, Шле) — 15624. 2. Венгрия — 15556. 3. Великобритания — 15464. 4. РОССИЯ (Гречишникова, Стручкова, Хураськина) — 15328. 5. Польша — 15204. 6. Франция — 15168… 9. Белоруссия — 11476.
- Эстафета.

Чемпионат Европы. Дебрецен. 19 июля. Женщины. Эстафета.
1. Венгрия (Гинезей, Ковач, Адриенн Тот).
2. Германия.
3. Польша.
4. Франция.
5. Чехия.
6. Великобритания.
7. Белоруссия.
8. Россия (Кузнецова, Лебедева, Стручкова).